# Šturmovci
Šturmovci – wieś w Słowenii, w gminie Videm. W 2018 roku liczyła 130 mieszkańców.